# Vanessa Bauche

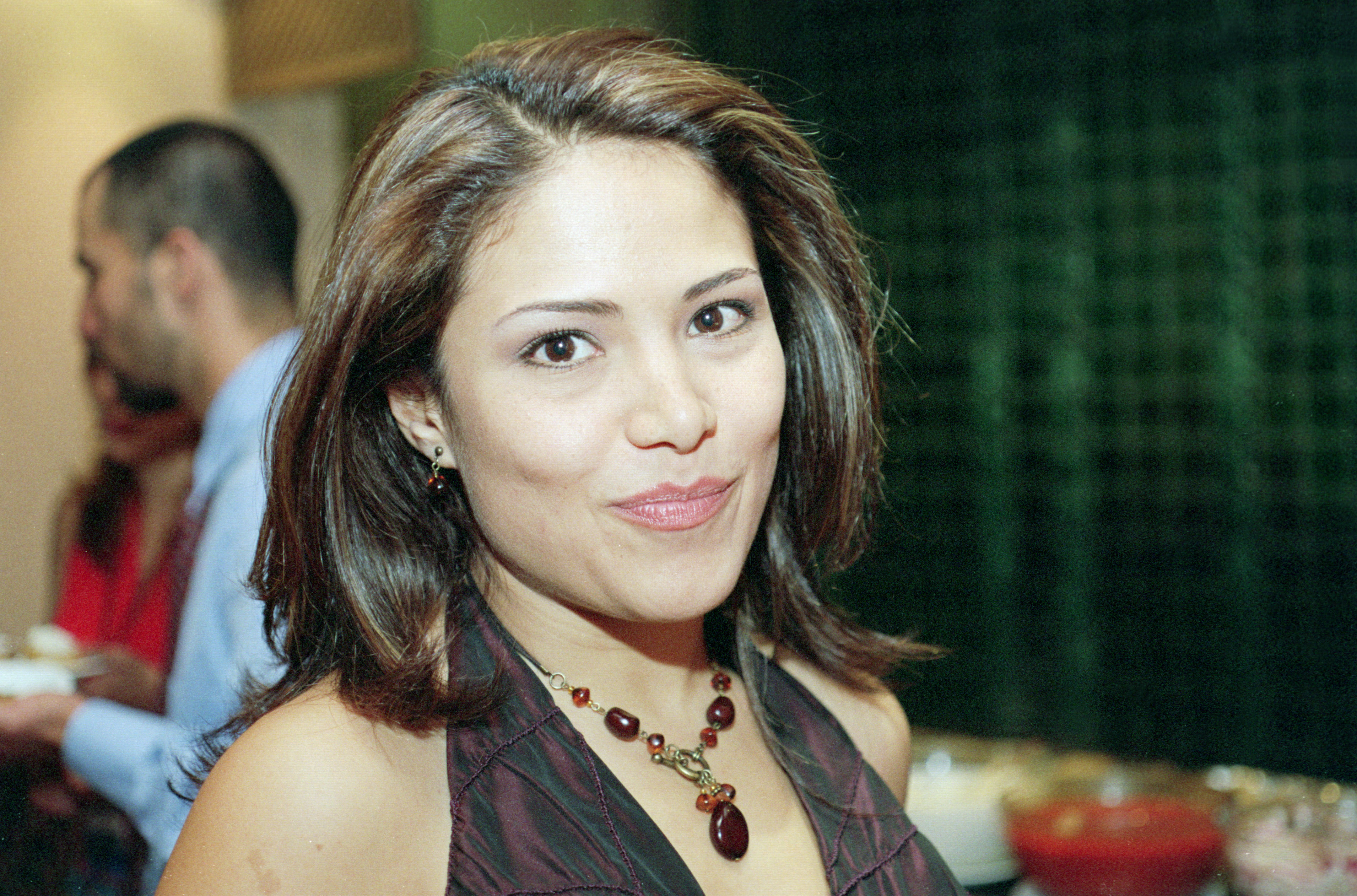
Vanessa Bauche, 2010

Alma Vanessa Bauche Chavira (* 18. Februar 1973 in Mexiko-Stadt) ist eine mexikanische Schauspielerin und Filmproduzentin.

## Leben
Vanessa Bauche begann ihre Schauspielkarriere 1989 im Alter von 16 Jahren, als sie in einer Episode der Telenovela Simplemente María mitwirkte. In den frühen 1990er Jahren gelang ihr die dauerhafte Etablierung im Filmgeschäft, denn seither wirkte sie in zahlreichen Filmen und Fernsehserien mit. Insbesondere zwischen 2016 und 2018 spielte sie in Fernsehserien mit und war in 112 Episoden der Serie Eva La Trailera als Soraya Luna, in 70 Episoden der Serie La doble vide de Esta Carrillo als Leticia, in 61 Episoden der Serie La jefa del Campeón als Martina Morales und in 50 Episoden der Serie Rosario Tijeras als Ruby Morales zu sehen. 

## Filmografie (Auswahl)
- 1994: Bis in den Tod
- 1997: Der Tag und die Nacht
- 1998: Die Maske des Zorro
- 2000: Amores Perros
- 2000: Mexico City
- 2005: Three Burials – Die drei Begräbnisse des Melquiades Estrada